# Chapelle Saint-Just de Saint-Just-Chaleyssin
La chapelle Saint-Just est une chapelle située dans la commune de Saint-Just-Chaleyssin, en Isère.

## Historique
Elle fait l'objet d'une inscription au titre des monuments historiques depuis le 29 janvier 1991.